# Lesley Sharp
Lesley Sharp (Manchester, 3 april 1960), geboren als Karen Makinson, is een Britse actrice.

## Biografie
Sharp werd geboren in Manchester als Karen Makinson, toen zij zes weken oud was werd zij geadopteerd door de Schotse familie Sharp en groeide op in Formby. Op achttienjarige leeftijd verhuisde zij naar Londen om te gaan studeren aan een toneelschool, hier werd zij afgewezen en ging toen werken voor de Victoria and Albert Museum. Hier bleek zij niet geschikt voor te zijn en werd haar vriendelijk gevraagd te stoppen met haar werk. In 1982 studeerde zij af aan de Guildhall School of Music and Drama in Londen. 
Sharp begon in 1986 met acteren in de Britse film Rita, Sue and Bob Too!, hierna speelde zij nog meerdere rollen in films en televisieseries. Zij is voornamelijk bekend van haar rol als rechercheur Janet Scott in de Britse televisieserie Scott & Bailey waar zij in 33 afleveringen speelde (2011-2016). 
Sharp is in 1994 getrouwd met de Britse acteur Nicholas Gleaves met wie zij twee kinderen heeft. 

## Filmografie

### Films
Uitgezonderd korte films.
- 2022 Catherine Called Birdy - als Morwenna
- 2021 Help - als Gaynor
- 2019 Brighton - als Doreen
- 2016 Dusty and Me - als Lil
- 2013 Homeboys - als Eileen
- 2011 Shirley - als Eliza Bassey
- 2011 The Walton Sextuplets: Moving On - als verteller
- 2010 Whistle and I'll Come to You - als Hetty
- 2009 Red Riding: In the Year of Our Lord 1980 - als Joan Hunter
- 2008 Inkheart - als Mortola
- 2005 Our Hidden Lives - als Edie Rutherford
- 2005 Born with Two Mothers - als Laura Mayfield
- 2005 Planespotting - als Lesley Coppin
- 2004 Vera Drake - als Jessie Barnes
- 2004 Carrie's War - als Louisa Evans
- 2003 Carla - als Helen
- 2003 Cheeky - als Kath
- 2001 From Hell - als Kate Eddowes
- 1999 Great Expectations - als mrs. Joe
- 1997 The Moonstone - als Rosanna Spearman
- 1997 The Full Monty - als Jean
- 1995 Prime Suspect: The Lost Child - als Anne Sutherland
- 1994 Priest - als mrs. Unsworth
- 1993 Naked - als Louise
- 1991 Close My Eyes - als Jessica
- 1989 The Rachel Papers - als Jenny
- 1988 The Love Child - als Bernadette
- 1987 Rita, Sue and Bob Too! - als Michelle

### Televisieseries
Uitgezonderd eenmalige gastrollen.
- 2021-2022 Before We Die - als Hannah Laing - 11 afl.
- 2021 Fate: The Winx Saga - als Rosalind - 3 afl.
- 2017-2019 Living the Dream - als Jen Pemberton - 12 afl.
- 2017 Three Girls - als DC Margaret Oliver - 3 afl.
- 2016 Paranoid - als Lucy Cannonbury - 8 afl.
- 2011-2016 Scott & Bailey - als rechercheur Janet Scott - 33 afl.
- 2015 Capital - als Mary - 3 afl.
- 2012-2013 Starlings - als Jan - 16 afl.
- 2011 The Shadow Line - als Julie Bede - 6 afl.
- 2009 Cranford - als mrs. Bell - 2 afl.
- 2009 The Diary of Anne Frank - als Petronella Van Daan - 5 afl.
- 2008 The Children - als Anne - 3 afl.
- 2005-2006 Afterlife - als Alison Mundy - 14 afl.
- 2003 The Second Coming - als Judith Roach - 2 afl.
- 2001 Bob & Rose - als Rose Cooper - 6 afl.
- 2000-2001 Clocking Off - als Trudy Graham - 8 afl.
- 1998-2000 Playing the Field - als Theresa Mullen - 14 afl.
- 1997 Common As Muck - als Christine Stranks - 6 afl.
- 1993-1994 Frank Stubbs Promotes - als Petra Dillon - 13 afl.
- 1994 The All New Alexei Sayle Show - als diverse karakters - 2 afl.

## Prijzen

### BAFTA Awards
- 2002 Bob & Rose - in de categorie Beste Actrice - genomineerd.
- 1998 The Full Monty - in de categorie Beste Optreden door een Actrice in een Bijrol - genomineerd.

### British Comedy Awards
- 2001 Bob & Rose - in de categorie Beste Komedie Actrice - genomineerd.

### Broadcasting Press Guild Awards
- 2000 Clocking Off - in de categorie Broadcasting Press Guild Award - Gewonnen.
- 2000 Bob & Rose  - in de categorie Broadcasting Press Guild Award - Gewonnen

### Crime Thriller Awards
- 2013 Scott & Bailey - in de categorie Beste Actrice in een Hoofdrol - genomineerd.

### Monte-Carlo TV Festival
- 2007 Afterlife - in de categorie Uitstekende Actrice in een Dramaserie - genomineerd.
- 2006 Afterlife - in de categorie Uitstekende Actrice in een Dramaserie - gewonnen.

### Royal Television Society
- 2006 Afterlife - in de categorie Beste Actrice - genomineerd.
- 2002 Bob & Rose - in de categorie Beste Actrice - genomineerd.

### Screen Actors Guild Awards
- 1998 The Full Monty - in de categorie Uitstekende Optreden door een Cast - genomineerd.

- Biblioteca Nacional de España: XX1168454
- Bibliothèque nationale de France: cb155450509 (data)
- Gemeinsame Normdatei: 1163547999
- International Standard Name Identifier: 0000 0000 7823 4844
- Library of Congress Control Number: nr2004016095
- Nationale Bibliotheek van Israël: 987007454990605171
- Nederlandse Thesaurus van Auteursnamen: 315470402
- Système universitaire de documentation: 083745769
- Virtual International Authority File: 24551205
- WorldCat: E39PBJm4Prqdy7QGFHYWJY6R8C